# Edson Baptista de Andrade
Edson Baptista de Andrade (,  — , ) foi um político brasileiro], e prefeito do município de Itanhaém, na Região Metropolitana da Baixada Santista.

## Carreira política
Edson Andrade foi vereador por Itanhaém por cinco mandatos, de 1956 a 1959, de 1964 a 1968, de 1969 a 1972, de 1973 a 1976, e de 1977 a 1982.  Foi presidente da Câmara Municipal por três vezes, de 1957 a 1958, em 1966, e de 1973 a 1974. .
Foi prefeito de Itanhaém por dois mandatos, na primeira vez em 1982, quando afiliado ao Partido do Movimento Democrático Brasileiro (PMDB). Era o candidato da situação, deixando João Viudes Carrasco, também pelo PMDB, na segunda posição, e Orlando Bifulco Sobrinho do Partido Democrático Socialista (PDS) na terceira. Governou de 1983 a 1988, tendo Osmar Rodrigues como seu vice. Concorreu novamente ao cargo de prefeito em 1992, pelo Partido Social Democrático (PSD), tendo Miguel Simões Dias como seu vice, sendo eleito pela segunda vez, deixando Orlando Bifulco do Partido da Frente Liberal (PFL) em segundo. Governou de 1993 a 1996.
Durante seu segundo mandato como prefeito, Edson Andrade permitiu a ocupação, com fins habitacionais, de áreas proibidas à construção, as quais estavam asseguradas por lei para a construção de praças, parques e locais públicos de lazer. Além de permitir a ocupação irregular das chamadas "áreas verdes", ainda prometeu, por escrito, a futura escritura dos lotes para os ocupantes irregulares, demais auxílios para as famílias carentes, das quais é saudosamente lembrado até hoje.
Conhecido como "Doutor do Povo Carente", o Dr. Edson Baptista de Andrade estava sempre acompanhado de seus filhos gêmeos, Anderson Luiz da Silva Andrade e André Luiz da Silva Andrade, mais conhecido como "os gêmeos do prefeito".  